# Winterlauter
Die Winterlauter ist ein Bach von etwa sechs Kilometern Länge in den südwestlichen Löwensteiner Bergen im Rems-Murr-Kreis des nördlichen Baden-Württembergs, der nach südlichem bis meist östlichem Lauf beim Weiler Bernhalden der Gemeinde Oppenweiler von rechts in die Spiegelberger Lauter mündet.

## Geographie

### Verlauf
Die Winterlauter entspringt wenig nordwestlich des Dorfes Spiegelberg-Nassach in der Wiesentalmulde der Starkenäcker auf etwa 462 m ü. NHN und fließt, umstanden von einer Baumgalerie, die sich schon bald zu einem die Talmulde ausfüllenden und seine Hänge hochkletternden Wald weitet, zunächst nach Süden. Er passiert das links von ihm in wenigen hundert Metern auf der Höhe liegende Nassach und nimmt dabei von dessen Seite her einen kurzen Bach auf, der ihm durch die Gänsklinge aus Richtung der Dorfmitte zufließt. Keine zweihundert Meter später nimmt er, wiederum von der linken Seite, einen weiteren kurzen Bach auf und unterquert dann gleich die L 1117, die hier ins Tal absteigt um dem Bach auf seinem ganzen restlichen Lauf im Abstand von wenigen Dutzend Metern links zu folgen. Das Gewässer kehrt sich nun mehr und mehr nach Osten, wird zur Markungsgrenze der links an seine Ufer tretenden Gemeinde Aspach und nimmt dabei von links den Sauerwiesenbach und danach beim Warthof den Bach aus der Wolfsklinge auf. Nach dem Zufluss des Warthofklingenbachs von rechts, ab dem die Gemeinde Oppenweiler Aspach als rechten Anrainer ablöst, läuft ihr von links der Fuchsfallenbach zu. Auf dem Bergsporn im Mündungswinkel stand ehemals eine Burg. Von nun an fließt die Winterlauter fortdauernd in Richtung Osten. Sie nimmt von links ihren größten Zufluss auf, den Nassachbach, auf dessen rechter Halde kurz vor der Mündung der Wetzsteinstollen liegt. Danach mündet ihr längster rechter Zufluss, der Wolfsklingenbach, bald quert die Gemeindegrenze von Oppenweiler das Gewässer, dann zeigt sich erstmals offene Flur in ihrer Aue, sie erreicht den Weiler Oppenweiler-Bernhalden und mündet hier auf 291 m ü. NHN nach 6,0 km Gewässerstrecke von rechts in die Spiegelberger Lauter.
Die Winterlauter zeigt eine fast lineare Gefällekurve mit knapp 29 ‰ Gefälle, das merklich unter dem der konkurrierenden Bäche in Westen und Süden liegt. Ab ihrer Wendung nach Osten verläuft sie auf langen Abschnitten eingetieft in einer Rinne zwischen steilen Böschungen. Die Talaue bleibt daneben so eng, dass zum Anlegen der begleitenden Straße oft der nördliche Hangfuß abgegraben werden musste.

### Einzugsgebiet
Die Winterlauter hat ein etwas unter 10 km² großes Einzugsgebiet. Im Uhrzeigersinn grenzt es an das des Lauter-Zuflusses Senzenbach im Norden, der Lauter im Osten, des Lauter-Zuflusses Marderbächle im Südosten, das der Murr-Zuflüsse Rohrbach (Mündung in Oppenweiler), Klöpferbach, Wüstenbach und Bottwar jeweils im Südosten, Süden, Südwesten und Westen. Im Norden des Einzugsgebietes liegen die hohen Kuppen des Juxkopfs (533 m ü. NHN) und des weiten, flachen, ackerbaulich genutzten Neubruchs (537 m ü. NHN), von denen sich Höhenrodungsinseln nach Süden bis an die obere Hangkante des Winterlautertales herabziehen. Im Westen folgt die Wasserscheide dicht dem rechten Rand des hier südlich orientierten Winterlautertales, im Süden läuft sie, im Abstand von meist keinem Kilometer vom Bach, über die 516 m ü. NHN hohe Waldkuppe des Amalienbergs, südlich des Warthofs längs der Hochstraße über eine Hochebene von über 500 m ü. NHN Höhe und schließlich durch den Brenntenhau (höchster Punkt 500 m ü. NHN) auf seine Mündung zu. Ausgenommen die genannten Rodungsinseln ist fast das gesamte Einzugsgebiet der Winterlauter bewaldet.

### Zuflüsse
Hierarchische Liste der Zuflüsse, jeweils von der Quelle zur Mündung. Verläufe nach der topographischen Karte, Länge nach dem amtlichen Gewässerserver bzw. abgemessen (mit „ca.“). Auswahl.
Ursprung der Winterlauter nordwestlich von Spiegelberg-Nassach zwischen den Starken'- und den Weichseläckern.
- (Bach durch die Gänsklinge), von links auf Höhe von Spiegelberg-Nassach, ca. 0,3 km.
- (Klingenbach an der Kochshalde), von links an der Bachbrücke der L 1117, ca. 0,3 km.
- Sauerwiesenbach, von rechts, 0,9 km.
- (Bach durch die Wolfsklinge), von rechts nördlich von Aspach-Warthof, 1,3 km.
  - (Waldklingenbach), von rechts, ca. 0,4 km. Entsteht südlich des Warthofs.
  - (Zufluss), von links an der Bachquerung der Zufahrtsstraße zum Warthof, ca. 0,2 km.
- Warthofklingenbach, von rechts nordöstlich von Aspach-Warthof, 0,6 km.
- Fuchsfallenbach, von links, 1,5 km.
- (Waldklingenbach aus dem Brenntenhau), von rechts, ca. 0,4 km.
- Nassachbach, von links am Fuß der Talsteige von Jux herab, 2,2 km.
  - Brunnenklingenbach, von links, 0,7 km.
- Wolfsklingenbach, von rechts, 1,8 km.
  - (Waldklingenbach entlang dem Luxemburger Weg), von rechts und Südwesten am Knick des Wolfsklingenbaches nach Nordosten, ca. 0,3 km.
  - (Waldklingenbach vom Burrenweg), von rechts, ca. 0,3 km.
- (Mühlkanal zur Bernhaldenmühle), von links zwei Schritte vor der Winterlauter-Mündung bei Bernhalden, 0,9 km und ca. 1,0 km².
  - (Bach aus dem Juxwald), von rechts und Westen auf etwa 302 m ü. NHN etwa 0,5 km nordwestlich von Bernhalden entlang der Gemeindegrenze, ca. 0,4 km und über 0,1 km². Entspringt auf etwa 415 m ü. NHN am bewaldeten Osthang des Gerstenbergs. Unbeständig.

Mündung der Winterlauter nach etwa 6,0 km langem Lauf bei Oppenweiler-Bernhalden von rechts in die Spiegelberger Lauter. Das Einzugsgebiet umfasst 9,8 km².

## Sehenswürdigkeiten und Bauwerke
- Wetzsteinstollen, ehemaliger Abbaustollen für Wetzsandsteine, kann zuweilen besichtigt werden
- Juxkopfturm, mit weiter Aussicht über die umgebende Mittelgebirgslandschaft